# Золочів
Зо́лочів — місто на заході України, адміністративний центр Золочівської міської громади та Золочівського району Львівської області.

## Географія
Місто Золочів розташоване на автошляху міжнародного значення М09 (Тернопіль — Рава-Руська), за 64 км від обласного центру та 56 км від Тернополя. Північно-західною околицею пролягає автошлях територіального значення Т 1413.
Згідно зі схемою геоморфологічного районування України територія міста Золочів знаходиться на стику геоморфологічних провінцій: північна і частково центральна частина міста розташовані в межах Золочівської улоговини, яка входить до складу Бугостирської денудаційної рівнини, південна та східна частина міста відносяться до горбогірного рельєфу платформи. Золочівська улоговина має довжину 15-18 км. і орієнтована з південного сходу на північний захід. Центральну частину улоговини займає широка стародавня долина річки Золочівки. Рельєф поверхні практично рівний, абсолютні відмітки коливаються в межах 251-256 м. Забудована частина міста знаходиться в межах абсолютних відміток 260-280 м. Найбільш високі відмітки знаходяться в південно-західній частині території в межах села Вороняк та сягають 355 м.
Гідрографічна мережа в районі представлена річкою Золочівкою, двома струмками і декількома озерами. Річка Золочівка тече з південного сходу на північний захід і є лівою притокою річки Західний Буг. Наразі русло річки на більшій частині його довжини забрано у магістральний канал. В північно-західній частині міста розташоване Золочівське водосховище, утворене у 1960—1961 роках в руслі річки Золочівки.
Місто поділено на 7 житлових кварталів та місцевості — Заріччя, Шляхи, Центр.

## Клімат
У Золочеві вологий континентальний клімат. Максимальна та мінімальна температури повітря досягають відповідно +37˚С та -33˚С. Середньорічна температура у Золочеві становить +8.5 °C. Найхолодніший місяць року – січень, із середньою температурою -3.4 °C. Найтепліший місяць року – липень, з середньою температурою +19.5 °C.
| Кліматограма Золочева | Кліматограма Золочева | Кліматограма Золочева | Кліматограма Золочева | Кліматограма Золочева | Кліматограма Золочева | Кліматограма Золочева | Кліматограма Золочева | Кліматограма Золочева | Кліматограма Золочева | Кліматограма Золочева | Кліматограма Золочева |
| --- | --------------------- | --------------------- | --------------------- | --------------------- | --------------------- | --------------------- | --------------------- | --------------------- | --------------------- | --------------------- | --------------------- |
| С | Л                     | Б                     | К                     | Т                     | Ч                     | Л                     | С                     | В                     | Ж                     | Л                     | Г                     |
| 50 −1 −6 | 49 1 −5               | 58 6 −2               | 61 14 4               | 86 19 9               | 96 22 13              | 112 24 15             | 85 23 15              | 76 18 10              | 56 12 6               | 53 6 2                | 57 1 −3               |
| Середня макс. і мін. температури повітря (°C) Атмосферні опади (мм), за рік : 839 мм. Джерело: «Climate-Data.org» (англ.) |                       |                       |                       |                       |                       |                       |                       |                       |                       |                       |                       |

У Золочеві переважають західні та південно-західні вітри; взимку бувають східні. Місто знаходиться в зоні помірного зволоження. Середньорічна норма опадів — 839 мм. Найбільший посушливий місяць — лютий з опадами у 49 мм. Більшість опадів випадає у липень, в середньому 112 мм.
Висота снігового покрову ― 15-20 см. Як правило, сніг випадає у кінці жовтня і сходить у березні. Проте, часті відлиги призводять протягом зими до кількаразового танення снігу.
Золочів розташований у вологій, помірно теплій агрокліматичній зоні з добре вираженими чотирма порами року. Зими переважно теплі, м'які з частими відлигами, нестійким сніговим покривом. Весна часто настає із запізненням, з переважанням холодних вітрів та систематичними дощами. Літо помірно тепле, характеризується нестійкою погодою через можливість прохолодних дощів, посух. Осінь характеризується періодами з теплою та холодною дощовою погодою.

## Історія

### Походження назви
Є декілька версій, якими дослідники розтлумачують назву Золочів. Одні пояснюють її ланами пшениці, що ніби золотим морем зростали навколо поселення, інші — від торгового шляху, що пролягав через Глиняни —  Глинянський тракт. В Золочеві він сполучався з дорогою у напрямку Тернополя та Галича. Це, можливо, і стало основою для назви поселення Злучів, а згодом і міста Золочів. Ще одна версія назви міста, за переказом, виникла від поєднання двох слів «зло» і «чути»: Злочів — Золочів. Причиною були часті набіги турків і татар.[джерело?]
Одна з найновіших версій пов'язує ім'я міста з власною назвою особи. Топоніми з суфіксом –ів (–ов) вказують на присвійний характер назви (Київ, Львів, Жуків, Сасів) і найчастіше походять від імені, прізвища, герба чи інших характеристик власної назви засновників або ж власників поселення. У такому разі це міг бути Злат (Злот, Золот), точніше, похідні від нього варіанти по-батькові Златич – Злотич – Золотич. Початкова назва поселення Злотича — «Злотичів» — згодом, під впливом традиції спрощувати ускладнені називні форми, трансформувалася у «Злотчів» — «Злочів».

### Галицько-Волинське князівство

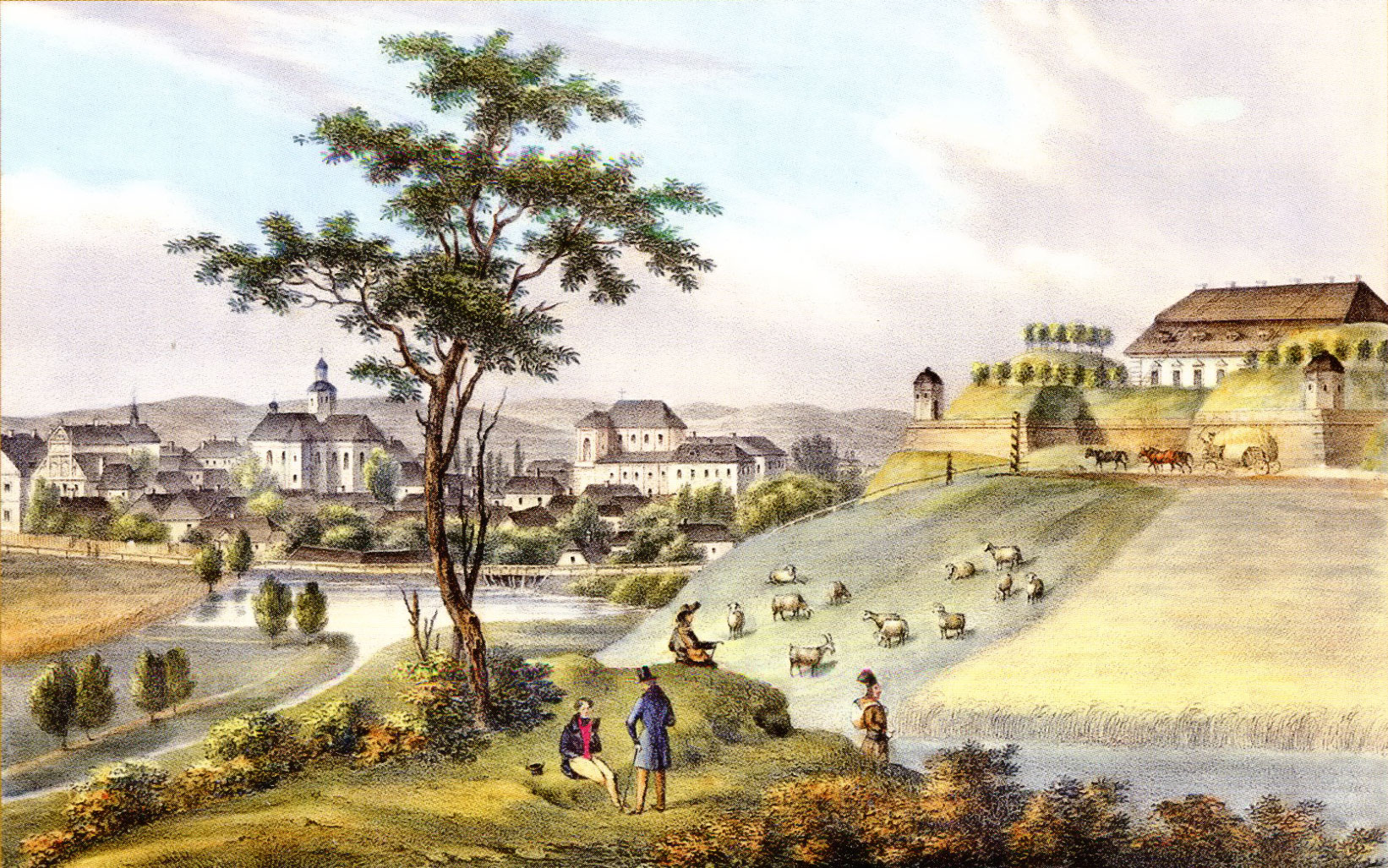
Кароль Ауер. Краєвид міста й Золочівського замку

Точний час заснування Золочева і походження назви невідомі.
Археологічні дослідження, що проводились на території Золочева у 1962 році, свідчать про те, що ще в період раннього заліза (VIII—VII століття до н. е.) у цих місцях були поселення.
За часів давньоруського Пліснеська (15 км від Золочева) на місці Золочева існувало легендарне Радече, яке було зруйновано внаслідок ворожих набігів на початку XIII століття. Мешканці, які залишилися живими, поховалися у навколишніх болотах. Там вони будували житло, пересувалися ж, прокладаючи шлях за допомогою вбитих у болото дубових паль. Так починався нинішній Золочів. На початку XX століття у місті прокладали водогін і виявили такі давні «стежки», законсервовані у торфовищі.

### Часи Королівства Польського
Перша письмова згадка про місто, знайдена у архівних документах — 1423 рік. Тоді Золочів перейшов від Кирдеїв (відомий у Галичині рід) до Яна Менжика з Домброви. У 1427 році, у часи боярського правління, за Золочів велась судова суперечка у родині Щечонів. З тих часів залишився у місті так званий Будинок Убогих — будинок власника міста, вимуруваний з каменю, котрий більше відомий як будинок убогих XVII століття. Саме тоді двір був переданий парафіяльному костелові для опіки над убогими.
У 1432 році територію сучасної Золочівщини, як складову частину колишнього Галицько-Волинського князівства, було прилучено до новоствореного Руського воєводства у Королівстві Польському, а саме поселення Золочів відійшло до його Львівської землі.
1443 року король Польщі Владислав III Варненчик у Варадині видав грамоту придворному Міхалу «з Бучача» (Бучацькому) гербу Абданк, у якій йому призначалися 100 гривень, забезпечених на королівщині Золочів.
У XV—XVI століттях Золочів живе традиційним міським життям. Впродовж цього історичного періоду місто успішно розвивається, незважаючи на численні татарські набіги. Золочів був оточений валом, ровом, додатково захищений фортецею на пагорбі. Місто знаходилось на перехресті важливих торговельних шляхів. Саме тут проходили, зокрема, тракт з Карпатських солеварень (у Долині та Коломиї) на Волинь та в Литву, а також, шлях зі Львова через Глиняни в сторону Бродів та Тернополя.
Розташування міста було надзвичайно вигідним, що неабияк сприяло його економічному зростанню. Починаючи з кінця XV століття Золочів став важливим торговельним центром.
Дідичами Золочева підписувалися сини львівського каштеляна Яна із Сенна й Олеська: Ян з Олеська, Сенна, Золочева (†між 1510—1513 роками, його дружиною була Барбара з Ходецьких) — каштелян малогоський, підкоморій сандомирський 1500, Павел з Олеська, Сенна, Золочева — підкоморій львівський у 1478—1493 роках. 17 червня 1522 року король Сигізмунд І Старий у Вільнюсі видав розпорядження, за яким львівський староста Станіслав Ходецький мав посісти маєтки відлученого від РКЦ Станіслава Малогоського (Сененського). У 1523 році місто отримує Магдебурзьке право за сприяння власника — Станіслава Сененського (Малогоського). Зручне розташування сприяє розвитку торгівлі і ремесел. Станіслав Сєнєнський викликав на себе гнів католицької церкви, вступивши в конфлікт з львівським архієпископ Бернардом. Цілком ймовірно, що такі конфлікти з церквою і змусили Станіслава Сєнєнського продати у 1532 році Золочів разом із замком та навколишніми селами Анджею Ґурці, що був кастеляном у Познані.
Замок та місто, які часто зазнавали татарських набігів, були укріплені за наказом нового дідича. До міста було запрошено декілька вірменських родин. Ця община займалась тим, що торгувала солониною, фруктами, овочами, рибою. За їх підтримки було закладено в околицях багато садів. Вірмени мали в Золочеві й свій власний магістрат. Першим вірменським війтом був Д. Дзагурович.
У XVI—XVII століттях в Золочеві починається розвиток численних ремісничих цехів. У 1553 році король Сигізмунд II Август надав місту привілеї на проведення щорічних ярмарків на початку січня (на свято Трьох Королів).
XVII — початок XVIII століття, після переходу прав власності на місто до родини Собеських, були початком «золотих часів» для Золочева. У місті будується новий замок, закладаються монастирі, церкви. На той час в Золочеві вже були дві українські церкви, парафіяльний костел, вірменська церква, три монастирі — два латинського обряду і монастир отців Василіан.[джерело?]
З часом, шляхетська родина Ґурків продала Золочівські угіддя люблінському воєводі Мареку Собєському, який підтвердив усі привілеї, що отримало місто за часів його попередників. Син Собеського — Якуб закінчив у 1634 році перебудову Золочівського замку. За часів Якуба Собеського Золочів був укріплений валами. Сьогодні залишки цих валів проходять вздовж вулиць Валової, Сковороди та Бандери. До системи золочівських укріплень також входили Церква Святого Миколая, парафіяльний костел (нині — церква Воскресіння Господнього) та Золочівський двір.
За часів Національно-визвольної війни Богдана Хмельницького, через Золочів неодноразово проходили козацькі війська. Згодом територію Золочева успадкував син Якуба Ян, якому у 1674 році судилось стати королем Польщі. Ян Собеський дуже часто відвідував Золочівський замок під час воєнних походів проти турків і татар. Ще перед коронацією, Ян Собеський організував поблизу Золочева табір свого війська, яке невдовзі після цього вирушило у похід на Поділля.
У 1672 році турецькі війська взяли замок в облогу, і після шести днів оборони, Золочівський замок було здобуто і зруйновано турками. Згодом Золочівський замок було відбудовано за наказом короля. Роботу по відновленню виконували татарські полонені, яких поселили в селі Вороняки, що знаходилось неподалік. Через деякий час, частина цих татар підняла бунт, після подавлення якого, трьохсот вороняцьких татар було страчено під стінами замку, згідно королівського наказу.
Місто було майже повністю зруйновано у 1691 році через пожежу, а у 1705 році, знищене шведськими військами під час Північної війни. Сином Яна ІІІ Собеського, Якубом, були підтверджені усі привілеї Золочева, надані його попередниками. У 1730 році Якуб Собеський заклав в Золочеві монастир та колегію піярів.
З часом золочів'яни знову відбудували рідне місто. В XVI столітті в Золочеві відбувається активний розвиток ремісництва — шевський, гончарський, різницький, пекарський і ковальський цехи. У 1663 році виникають ткацький, кушнірський, кравецький і цех споріднених професій — ковалів, бондарів, слюсарів, золотарів(ювелірів), мечників, токарів, котлярів і сидлярів(склярів).
У XVIII столітті в Золочеві було побудовано тартак, цегельню, скляну гуту та кар'єр для видобутку мармуру. Суттєву роль у зростанні економіки Золочева відігравали також гуральні. У 1767 році, окрім Жовкви, найбільшу суму чопового податку (тобто від виробництва хмільних напоїв) у всій Львівській землі було зібрано в Бродах та Золочеві. У 1737 році територію Золочева, після смерті свого батька Якуба, успадкувала Марія Кароліна де Буїлон, яка невдовзі продала місто своєму родичу князю Міхалу Казимиру Радзивілу, який був внуком Катерини Собеської — сестри короля Яна III Собеського.
Час вніс корективи в історичне обличчя Золочева: від давнини залишилася церква Святого Миколая на лінії колишніх оборонних валів, з кінця XVI століття, зі слідами оборонної архітектури, старим хрестом біля храму, встановленим на місці вівтаря попередньої церкви. Церква Святого Миколая заслуговує особливої уваги. Перебудова XVIII століття залишила основу XVI століття, в інтер'єрі з'явився іконостас традиційної тогочасної роботи львівських майстрів, з поєднанням різьблення, скульптури, живопису, оригінальним розп'яттям, що стоїть на земній кулі з прикутими до нього Адамом і Євою. Іконостас, фундований канівським старостою Миколою Василем Потоцьким, був майже повністю знищений у радянські часи, у 2002—2003 роках відтворений з поєднанням старих фрагментів. Цікавим є відреставрований у 2000 році настінний розпис церкви початку XX століття, автором якого є львівський художник Модест Сосенко (представник неовізантійської течії в українському мистецтві, стипендіат митрополита Андрея Шептицького). За радянської доби у церкві Святого Миколая був атеїстичний музей.

### У складі Габсбурзької монархії
Після першого поділу Речі Посполитої, у 1772 році, Золочів — у складі монархії Габсбургів (з 1804 року Австрійської імперії). Австрійська влада ліквідувала самоврядування на основі магдебурського права, а вже у 1782 році Золочів став центром Золочівського округу (циркуля), до складу якого входили такі міста та містечка, як Броди, Буськ, Глиняни, Кам'янка-Струмилівська, Залізці, Білий Камінь, Добротвір, Озерна, Радехів, Сасів, Зборів. Австрійська влада поступово вводила зміни в управлінні містом. Проведення економічних реформ, ефективна праця міщан, продукція високої якості та широка купецька діяльність зі збуту товарів на ринках Галичини — все це дало значні позитивні результати. В Золочеві споруджують нові будинки, промислові підприємства, здійснюється розвиток культури та освіти.
Австрійський уряд закрив два монастирі латинського обряду (піярський віддали під церкву українській громаді). Відбувається обмін між українською і польською громадами (дійсний донині). Колишній парафіяльний костел став українською церквою, монастирський — парафіяльним костелом. Ці дві сакральні споруди, зведені майже поруч, з різницею у часі майже в століття, з яскравими ознаками ренесансу — церква і бароковий костел, додають особливого шарму обличчю міста, що посилюється боєм годинника на вежі костелу.

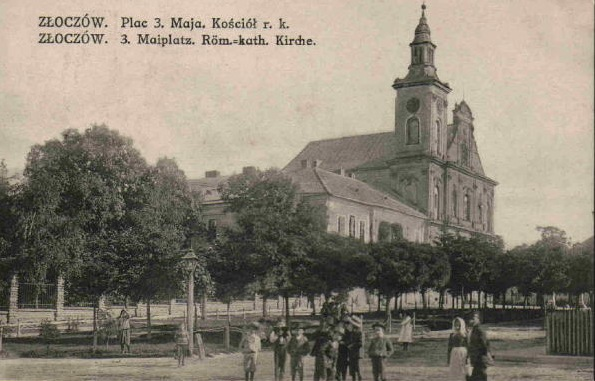
Костел Успіння Пресвятої Діви Марії на початку XX століття

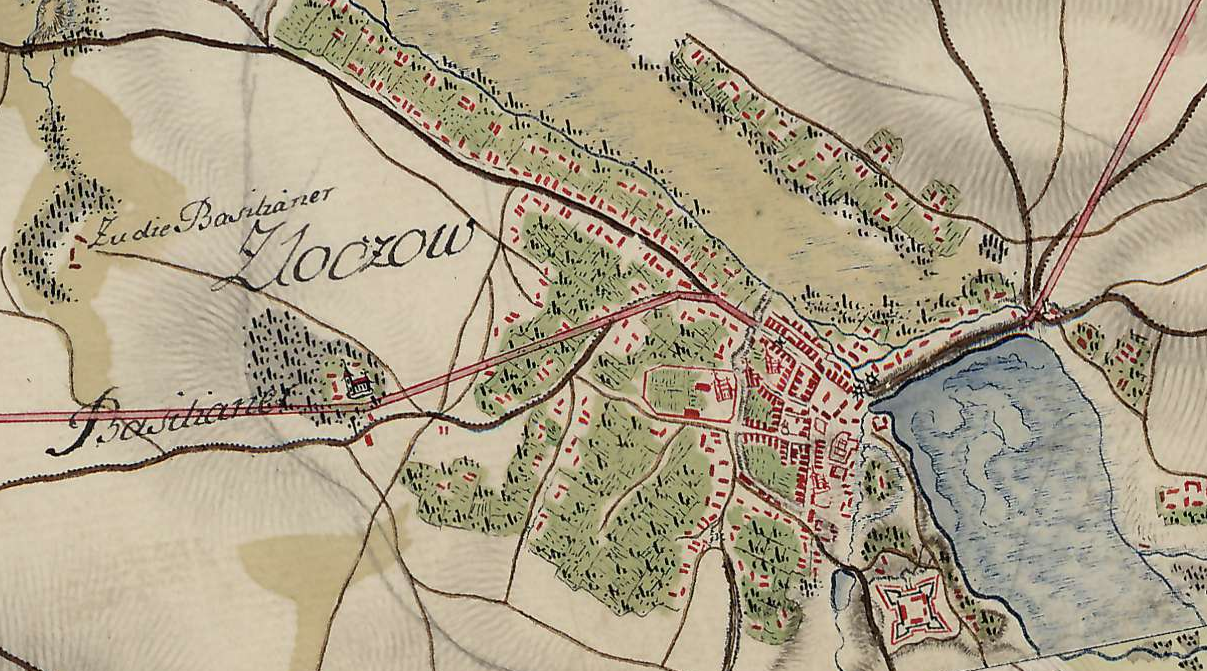
Золочів на мапі Фрідріха Фон Міга (1779—1783)

Василіянський монастир у Золочеві був закладений 1569 року. Сучасний монастирський комплекс — один з найцікавіших серед монастирів XIX — кінця XX століття. Уваги заслуговує копія чудотворної ікони Підгорецької Божої Матері (XVIII століття), передана у монастир після реставрації.
Згодом золочівські угіддя, у 1802 році, придбав Лукаш Комарницький, апеляційний радник зі Львова. Він здійснив реставрацію замкових будівель, та віддав наказ вимурувати в замкових стінах таблицю з написом «Joannes ||| rex fundavit. Comes Komarnicki restauravit» (Король Ян III заснував. Комарницький відреставрував). Рід Комарницьких володів замком аж до 1868 року. Проте, починаючи з 1834 року власники надавали приміщення замку в оренду для розміщення військ. Після Комарницьких замок переходить у власність до єврейських підприємців, які починають розбирати замкові стіни. Щоб врятувати ситуацію, у 1873 році місцева влада переконує уряд імперії в необхідності придбати замок, де австрійська влада влаштувала судові установи та в'язницю.
Проте міські укріплення все ж таки були розібрані. За австрійських часів на місці колишніх оборонних валів закладаються так звані «спацери» — прогулянкові сквери. У Кракові такі називають планти, подібні сквери є у [[Відrestauravit та Львові.
У цей період Золочів оточували передмістя: на заході — Львівське та Глинянське, на півночі — Бродівське, за річкою Золочівкою знаходилось приміське село Заріччя, біля замку прилягало Підзамче або Підвійтя, а на південному боці від міста знаходилось передмістя Шляхи. До складу Золочівської ґміни також входили села Зозулі, Заріччя, Вороняки та Фільварки.
У 1848—1849 роках, під час неспокійного періоду «Весни народів», в Золочеві була організована окружна Руська Рада, а золочівського священника Григорія Левицького навіть було обрано депутатом до австрійського парламенту — Рейхстагу, який вперше скликали у Відні 10 липня 1848 року.
У 1878 році в місті засновано філію товариства «Просвіта», яка була однією з перших в Галичині (засновником був священник Сидір Єзерський). До 1908 року золочівська «Просвіта» нараховувала вже близько 60 читалень, а в самому місті Золочеві, на вулиці Собєського (нині — вулиця Шашкевича) було споруджено Народний дім. Саме в цьому будинку, який належав товариству, у 1911 році Іван Франко читав свою поему «Мойсей» золочів'янам та мешканцям навколишніх сіл.
Неподалік Золочева було прокладено залізницю, що сполучила Львів та Підволочиськ, а далі прямувала до Києва та Одеси. 8 липня 1871 року відкрито регулярний рух поїздів на двоколійній ділянці залізниці Львів — Красне — Злочів. А вже впродовж декількох наступних місяців було прокладено одноколійну ділянку, що проходила через Зборів і Тернопіль до Підволочиська. Незважаючи на те, що залізнична станція знаходилась доволі віддалено від центру Золочева, поява залізниці значно сприяла розбудові міста.
Забудова міста на межі ХІХ—ХХ століть була зосереджена у південному напрямку, з огляду на те, щоб бути якнайближче до залізниці. Разом з тим, вулиці центру міста перебудовувались —  з'являлось чимало будинків в стилях історизму, а згодом і сецесії. Наразі є можливість спостерігати ці кам'яниці та вілли на вулицях Шашкевича, Тудора, Січових Стрільців, Б. Возницького (Лермонтова), Феньвеші. У південному передмісті Шляхи (нині — вулиця Євгена Коновальця (колишня — Академіка Павлова) було споруджено загальний шпиталь. Здійснювала будівельні роботи фірма відомого галицького архітектора Івана Левинського Також в Золочеві працювали і місцеві архітектори Роберт Ґебель та Владислав Рауш.
Зручне розташування Золочева — на автошляху між Львовом і Тернополем, залізниця з 1871 року, мальовнича околиця, містечко Сасів за 10 км від Золочева з відомими в Австро-Угорщині водолікарнями, де зупинявся навіть цісар Франц Йозеф І, сприяли розвитку новочасного міста. Золочів набув рис міста емеритів, на постійне проживання їдуть заможні люди з великих міст. Будинки, збудовані у давнину, досі вражають своєю красою, неповторністю. Місто зберігає неповторний образ кінця XIX — початку XX століття, особливо стара частина, що вціліла у воєнні лихоліття XX століття поки що не дуже осучаснена.

### Період Першої світової війни
На початку XX століття в Золочеві розміщувався доволі значний гарнізон австрійських військ. В казармах міста базувались 13-й уланський полк (ця військова частина формувалася переважно з українців Золочівського повіту), почесним шефом якого був генерал Едуард фон Бем-Ермолі. У 1915 році одним з офіцерів цього полку став архикнязь Вільгельм Габсбурґ (Василь Вишиваний). У складі цього полку відбувалося подальше ознайомлення Вільгельма з українцями, до яких він виявляв неабияку прихильність. Також у Золочеві базувався 80-й полк піхоти.
Дуже сильно постраждав Золочів протягом Першої світової війни. Починаючи з 26 серпня до 1 вересня 1914 року  відбувалася Золочівська битва. В околицях Золочева, між початків рік Західний Буг, Золота Липа та Гнила Липа проходили запеклі бої 3-ї армії генерала Рузського і 8-ї армії генерала Брусилова російського Південно-Західного фронту з 3-ю австро-угорською армією якою командує генерал Рудольф фон Брудерман. Австрійські війська зазнали поразки (близько 10 тисяч полонених солдат було захоплено росіянами) та відступаючи, дозволило російській армії безперешкодно здійснювати рух до Львова. В Золочеві була встановлена тимчасова російська влада. Проте вже 1915 року, внаслідок Горлицького прориву та великого відступу російської армії, австрійські війська розпочали звільнення Галичини. Аби врятувати армію від повного винищення, росіянам залишалось лише відступити, зазнавши величезних втрат — загальна кількість вбитих і поранених за час «великого відступу» становила 1 млн 410 тис. вояків.
Під час Горлицької операції російське командування вперше в широких масштабах використало тактику руйнування важливих об'єктів та нищення різного майна на шляху наступу австро-угорсько-німецьких військ. На всіх напрямках були вивезені інтендантські вантажі, знищені мости, зруйнована залізнична колія, спалені стаціонарні будівлі, вивезені паровози і вагони. Майно, яке не можна було вивезти, знищувалося на місці. Мости зберігались до останньої хвилини і їх підривали перед приходом противника. Це дещо сповільнювало просування австро-угорсько-німецьких військ.
Впродовж травня — червня російські війська залишили більшу частину Галичини, і до осені 1915 року фронт стабілізувався східніше Золочева на річці Стрипі.

### ПеріодЗУНР
У місті було сформовано єврейський батальйон УГА. Командант — Н. Шапіро.
Військовий злочин стався у 1919 році у Золочеві, де польські  жовніри, розстріляли 14 полонених Української Галицької Армії.

### Радянсько-польська війна: «червона» окупація

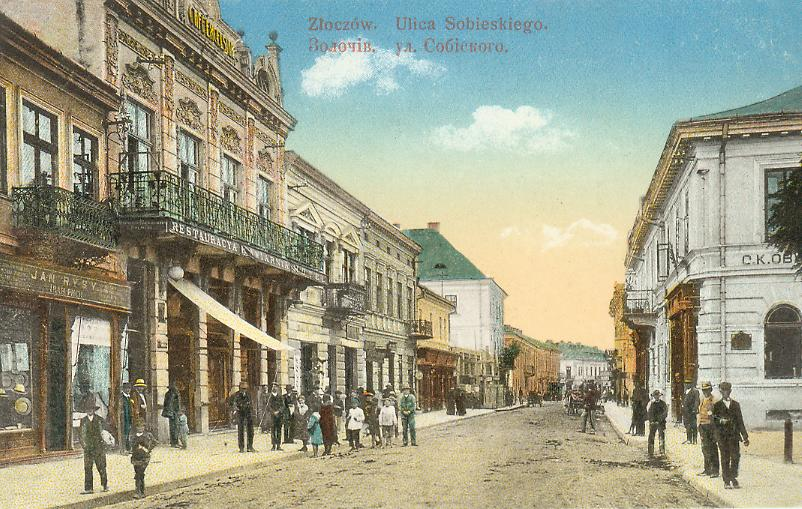
Вулиця Собеського (1916)

17 серпня 1920 року, після жорстоких боїв з поляками, російсько-більшовицькі частини 14-ї армії Ієроніма Уборевича, зокрема 47-ї стрілецької дивізії Червоного козацтва, окупували місто. Наступного дня у місті був створений повітовий ревком, який очолив Василь Гоца. За радянських часів на фасаді будинку Золочівської міської ради була встановлена меморіальна дошка, що нагадувала про цю подію.

### Друга світова війна
19 вересня 1939 року, вранці, радянський 2-й кавалерійський корпус зайняв місто (за пактом Молотова — Ріббентропа СРСР окупував східні землі Польщі) і розпочав розстріли без суду і слідства. Заарештованих НКВС ув'язнювали в камерах довоєнної тюрми, яку влаштували в будівлях замку. Це була одна з чотирьох радянських тюрем, що діяли на Львівщині (в офіційних документах її називали «тюрмою № 3»).
Документи, що знайдені в радянських архівах, свідчать, що станом на 10 червня 1941 року кількість в'язнів у Золочеві становила 625 осіб. Імовірно, після 22 червня 1941 року кількість ув'язнених зросла, оскільки у зв'язку з початком війни НКВД розпочало масові арешти справжніх і явних ворогів радянської влади. Арештовані на той час не були зареєстровані в тюремному обліку. Після початку німецького вторгнення бійці ОУН зробили невдалу спробу захопити в'язницю.
Після початку війни тюремна охорона була посилена. Водночас НКВД розпочало ліквідацію в'язнів. Місцеве населення вдень і вночі чуло постріли та крики із замку, які карателі не дуже вдало намагалися заглушити гуркотом двигунів вантажівок чи тракторів.
З липня 1940 року в місті розміщувалась 10-та танкова дивізія, яку очолював генерал-майор Сергій Огурцов 4-го механізованого корпусу, з 20 лютого 1941 року — 15-го механіхованого корпусу (очільник — генерал-майор Гнат Карпезо) 6-ї армії Київского особливого військового округу.
1 липня 1941 року місто зайняли підрозділи Вермахту. Жителі міста пішли до замку, сподіваючись, що там знайдуть своїх родичів і друзів. Проте в безлюдній в'язниці нікого живого не знайшли. З іншого боку, були виявлені неглибоко закопані братські могили, які НКВД намагався замаскувати дерном. Дві могили були виявлені у внутрішньому дворику, ще дві чи три у фруктовому саду та ще одна біля стіни в'язниці. Тіла вбитих знаходили також у камерах і в тюремній каплиці. Більшість трупів мали вогнепальні поранення, але на деяких були сліди ударів багнетом, ударів тупим предметом і навіть тортур. У могилах також знаходили тіла вагітних жінок. Тіла, поховані в могилах під стіною в'язниці, були в такому сильному розкладі, що німці заборонили їх ексгумацію, а лише наказали посипати вапном і знову закопати.
Точну кількість жертв різанини важко встановити. За доповіддю начальника тюремного управління НКВС УРСР капітана держбезпеки Андрія Філіппова, у всіх чотирьох тюрмах Львівської області (тобто в трьох львівській і золочівській) «за ст. 1-ї категорії» скорочено 2464 ув'язнених. Українські джерела оцінювали кількість убитих у 649–752 особи, а німецькі — близько 700 осіб. Інші свідки оцінюють кількість жертв у 650, 700 або 720 осіб. Чверть жертв становили жінки. Під час ексгумації вдалося ідентифікувати близько 80 тіл, у тому числі 10 євреїв (купці зі Золочева та околиць). Ймовірно, ніхто з в'язнів замку не вижив після розправи.
Тіла ідентифікованих полонених забрали їхні родини. Решта тіл, понад сто, були поховані в братській могилі на місцевому католицькому цвинтарі. 6 липня відбувся урочистий похорон жертв розстрілу. У ньому взяли участь декілька тисяч мешканців міста. Як і у багатьох інших тюремних масових вбивствах, провину за злочини НКВД покладали на єврейське населення, яке, згідно зі стереотипом «жидокомуни», цілком ототожнювалося з радянською системою та її політикою терору.
2 липня проведено збори, на яких було обрано тимчасовий виконавчий комітет і ухвалено резолюцію, якою в загибелі в'язнів звинуватили євреїв. Німецький воєначальник міста заборонив євреям залишати місто і наказав їм носити білі пов'язки із зіркою Давида. Були розклеєні плакати із закликом до євреїв під загрозою смерті наступного дня о 08:00 годині з'явитися на ратушну площу.
3 липня 1941 року солдати дивізії СС «Вікінг» переслідували євреїв на вулицях Золочева, змушуючи їх виконувати різноманітну роботу, наприклад, прибирати вулиці та виганяли їх на територію замку-в'язниці, де змусили їх працювати над ексгумацією тіл убитих. Переслідування євреїв супроводжувалося побиттям. На місці есесівці відокремили жінок і дітей від чоловіків. Останні були змушені голими руками діставати тіла жертв із гробниці та очищати їх. Труп поклали на подвір'я для впізнання. Діставши тіла, есесівці здійснювали розстріл євреїв на дні траншеї.
У другій половині дня штабний офіцер 295-ї піхотної дивізії Гельмут Гроскурт, противник політики нацистів щодо євреїв, дізнавшись про події в місті, наказав німецькому коменданту міста припинити погром. Командор доручив це завдання полковнику Отто Корфесу, який доручив відновити порядок командиру батальйону підполковнику Пацвалу. Згідно з суперечливою інформацією, Пацвал лише наказав єврейським жінкам і дітям залишити замок або наказав есесівцям завершити розстріл протягом години. Після його відходу есесівці продовжили розправу, яку перервала лише вечірня злива.
4 липня, вранці, Корфеса сповістили, що в замку знову відбуваються вбивства. Прибувши туди, він побачив декілька сотень євреїв, а також есесівців і озброєних цивільних, які готувалися до страти. За словами М. Царинника, цього разу погром було перервано.
Кількість жертв погрому оцінюється від декількох сотень через 1,4 тисячі до кількох тисяч. Деякі джерела повідомляють, що погром тривав 4 дні. Сцени погрому були сфотографовані солдатами Вермахту.
Встановивши свою окупаційну адміністрацію, німці почали грабувати та переслідувати євреїв, у тому числі примушувати їх до рабської праці. Вони конфісковували їхні будинки та цінні речі. У серпні 1942 року німці  зібрали близько 2000 євреїв і відправили їх до Белжеця, де вони були негайно вбиті. У листопаді німецька поліція затримала ще 2500 і відправила їх на знищення в Белжець. Інших євреїв розстріляли в самому Золочеві. Після цього німці створили гетто, куди запроторили золочівських євреїв разом із засланими туди євреями з інших сіл. Гетто, в якому проживало близько 4000 осіб, було сильно переповненим і в ньому не було належних санітарних умов. Внаслідок цього спалахнула епідемія тифу. У квітні 1943 року близько 3500 євреїв було вивезено німецькою поліцією на розстріл до ями біля села Єлиховичі. Один німецький чиновник, Йозеф Майєр, намагався захистити євреїв, переховуючи кількох. Після війни Яд Вашем нагородив його, його дружину та двох доньок званням Праведник народів світу.
Є численні зареєстровані випадки, коли місцеві українці переховували євреїв у місті Золочеві та навколишніх губерніях. Точна кількість євреїв, які вижили, невідома.
1 серпня 1941 року довоєнні повіти Бродівський, Золочівський і Перемишлянський увійшли до складу дистрикту Галичина. Ймовірно, 11 серпня 1941 року з цих районів німецька цивільна адміністрація утворила окружне староство і об'єднання гмін Злочов (нім. Kreishauptmannschaft und Gemeindeverband Zloczów) або ж «Золочівське окружне староство». Ця одиниця набула остаточного оформлення після реорганізації окружних староств дистрикту 15 вересня 1941 року. Керував окружним староством окружний староста — крайсгауптман. Цю посаду з 15 вересня 1941 займав асесор Ганс Манн, а з 1 серпня 1943 року — д-р Отто Вендт. 1 липня 1943 року створено Бродівський і Перемишлянський повітові комісаріати (нім. Landkommissariate Brody, Przemyslany).
Такі посади як керівник відділу господарства чи відділу пропаганди, а також усі інші важливі пости на рівні округи, особливо в судах і поліції, обіймали німці. Другорядні посади займали фольксдойчі та українці — фахівці у своїй галузі. Українці також мали право бути війтом або бургомістром.
У 1941—1942 роках в місті виходив тижневик для Золочівської округи «Золочівське слово», а у Львові на базі газети «Рідна земля» у 1942—1944 роках видавався український популярний тижневик для Тернопільщини і Золочівщини «Тернопільський голос».
Станом на 1 січня 1944 року Золочівське окружне староство складалося з 26 адміністративно-територіальних одиниць — трьох міст (Броди, Золочів і Перемишляни) та 23 волостей: Білий Камінь, Добряничі, Дунаїв, Глиняни, Гологори, Задвір'я, Золочів, Конюшків, Красне, Куровичі, Лешнів, Ожидів, Олесько, Пеняки, Перемишляни, Підкамінь, Пониковиця, Ремезівці, Сасів, Суховоля, Фільварки, Янчин, Ясенів.
Навесні 1942 року партизани Організації українських націоналістів (ОУН) влаштували засідку на нацистський транспорт худоби до Рейху, убивши одного або декількох нацистів. Відразу почалися розправи над місцевими українськими націоналістами. Гестапо зосередилося на ліквідації осередків ОУН у Золочеві та околицях. Численні українські націоналісти були ув'язнені в штаб-квартирі гестапо в Золочеві, а потім були перевезені до в'язниці Лонцького у Львові, зокрема Іван Лагола, Богдан Качур і Степан Петелицький.
17 липня 1944 року адміністративним центром округи оволоділи радянські війська. Впродовж 13-22 липня 1944 року, неподалік міста відбувалася битва під Бродами, де була оточена українська дивізія «Галичина».

### За часів радянської окупації
З 11 листопада 1940 (в т.ч. з 1962) по 1965 роки місто обласного підпорядкування. 2 жовтня 1954 року було засновано швейну фабрику на 80 робочих місць.
3 травня 1985 року в небі поблизу Золочева сталося лобове зіткнення двох літаків — пасажирського Ту-134А, що виконував рейс Таллінн — Львів — Кишинів та військово-транспортного Ан-26, що летів зі Львова у Москву. В результаті авіакатастрофи загинули всі 94 особи в обох літаках.

### У Незалежній Україні
17 липня 2007 року, за 20 км від Золочева, трапилась техногенна фосфорна аварія під Ожидовом. В результаті сходження цистерн пошкоджено 50 м залізничної колії, близько 100 м контактної мережі та три опори. Під час гасіння пожежі утворилася хмара з продуктів горіння (зона ураження складала близько 90 км²). Почалась евакуація із зони ураження. Спершу евакуювали людей із найближчих сіл, інших — за бажанням. Ситуацію ускладнювало те, що водою гасити фосфор не можна.
28 березня 2014 року, перед адміністративною будівлею Золочівської районної ради утворена жива алея пам'яті «Небесної сотні».
9 червня 2015 року в Золочеві ухвалено рішення про перейменування вулиці Петра Чайковського на вулицю Героїв Небесної Сотні. За відповідне рішення проголосували 23 депутати міської ради. Вулиця Героїв Небесної Сотні пролягає повз Золочівську ЗОШ № 1 і впирається у липову алею, висаджену перед райдержадміністрацією на честь Героїв Небесної Сотні. До речі, вулиця Героїв Небесної Сотні розташована поруч із Золочівським Майданом, на якому відбувалися Віче під час Революції гідності.
14 червня 2022 року, в ході повномасштабного російського вторгнення в Україну, по Золочеву було завдано ракетний удар. Ракету (ймовірно «Калібр») вдалось збити завдяки засобам ППО, однак уламки впали на територію міста, внаслідок чого було зруйновано підприємство з виготовлення цегли, а також завдано збитків будинкам, що знаходилися поблизу. Також ушкоджень зазнали шестеро осіб, в тому числі, однорічна дитина.

### Єврейська громада

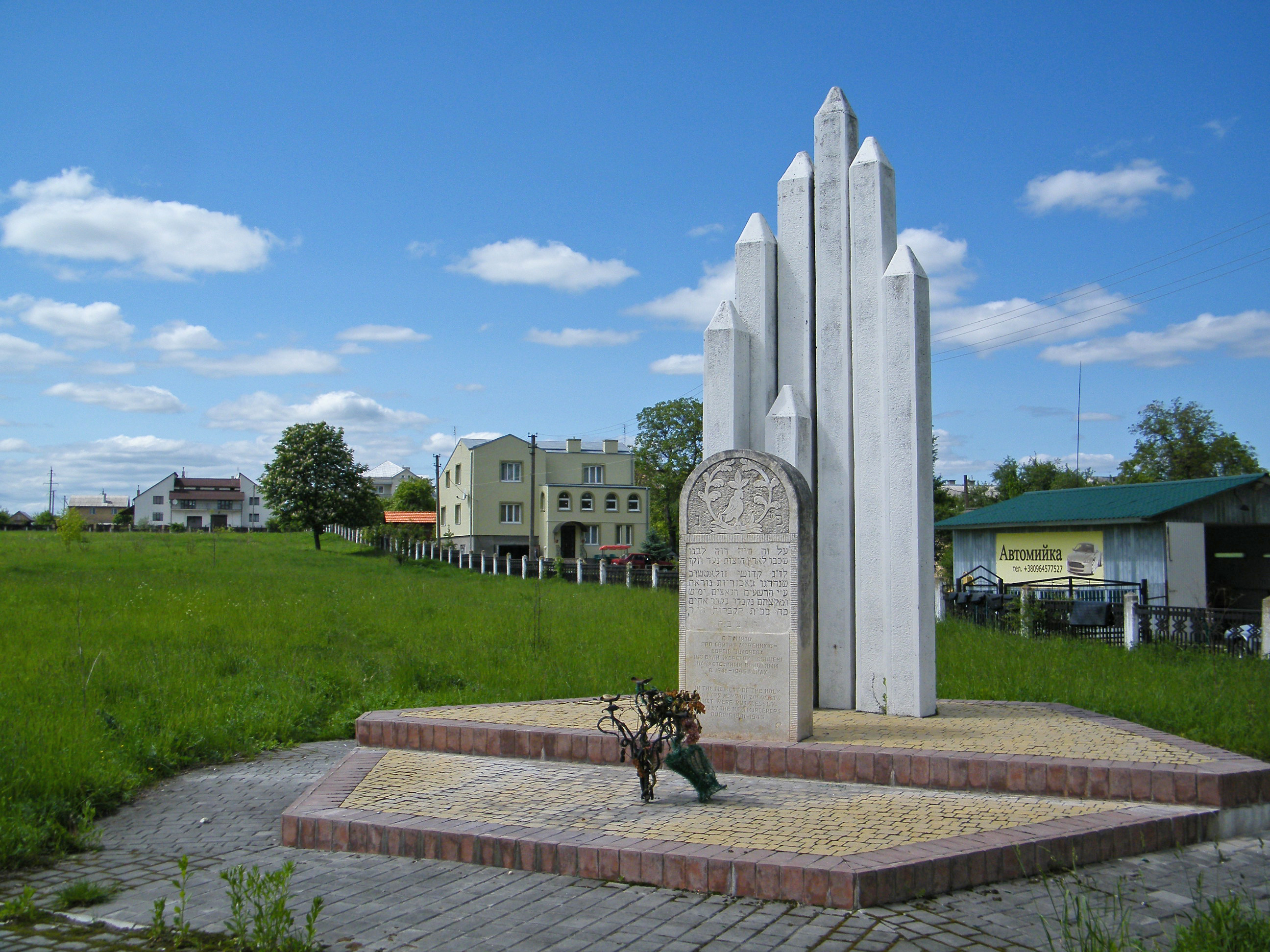
Пам'ятник загиблим євреям

Перша згадка про присутність євреїв (юдеїв, староукраїнською — жидів) в Золочеві сходить до 1565 року. Громада міцно утвердилась на початку XVII століття. До другої світової війни євреї проживали на всій території міста, відіграли важливу роль в його політичному, економічному, соціальному розвитку.
У 1939 році сотні біженців з Польщі прибули в Золочів, рятуючись від німців. Від 2 липня 1941 року німецькі війська окупували Золочів. 4 липня німці разом з добровольцями з числа місцевого населення здійснили погром, в результаті якого за 3 дні загинуло близько 4000 осіб, 2000 з яких були вбиті перед замком. У серпні 1941 року 2700 євреїв були відправлені в табір смерті Белжець.
Друга масова висилка в листопаді призвела до загибелі більше 2500 осіб. У грудні німці створили гетто, у якому перебувало близько 9000 юдеїв. До квітня 1943 року більшість з них були розстріляні за містом і поховані в братських могилах.

## Населення
Станом на 1 січня 2021 року чисельність населення Золочева становила 23 986 осіб.

### Національний склад
Розподіл населення за національністю за даними перепису 2001 року:
| Національність  | Відсоток |
| --------------- | -------- |
| українці        | 97,07 %  |
| росіяни         | 1,96 %   |
| поляки          | 0,52 %   |
| білоруси        | 0,34 %   |
| інші/не вказали | 0,11 %   |

### Мовний склад
Розподіл населення за рідною мовою за даними перепису 2001 року:
| Мова            | Кількість | Відсоток |
| --------------- | --------- | -------- |
| українська      | 22867     | 97,70 %  |
| російська       | 476       | 2,03 %   |
| польська        | 18        | 0,08 %   |
| білоруська      | 14        | 0,06 %   |
| інші/не вказали | 31        | 0,13 %   |
| Всього          | 23406     | 100 %    |

## Визначні місця

### Храми
Знищені:
- Міська синагога, зведена на місці давнішої дерев'яної синагоги (1727), будівничим Беньяміном Гигелем у 1782 році. Будівництво синагоги не було завершене через погану конструкцію даху[24]. Ймовірно, під час Другої світової війни була знищена, від неї залишилася лише світлина[25].

Існуючі:
- Церква Воскресіння Господнього (ПЦУ, будівничий Єжи Гофманн)[26].
- Церква всіх святих землі Української (ПЦУ, вул. Академіка І. Павлова, 23).
- Церква святої Трійці (ПЦУ, вул. В. Стуса, 1).
- Костел Успіння Пресвятої Діви Марії (1731—1763).
- Василіянський монастир[27].
- Церква святого Миколая XVI століття з елементами оборонної архітектури.
- Церква блаженного Миколая Чернецького (УГКЦ), дерев'яна, збудована 2010 року[28][29].
- Церква Різдва Святого Івана Христителя (УГКЦ), дерев'яна, збудована 2008 року[30]
- Церква Різдва Пресвятої Богородиці (УГКЦ), дерев'яна, збудована 2009 року[31]
- Церква Вознесіння ГНІХ (УГКЦ), цурована, збудована 1911 року[32].
- Монастир Воздвиження Чесного і Животворящого Хреста (Чин Братів Меньших, УГКЦ)[33].

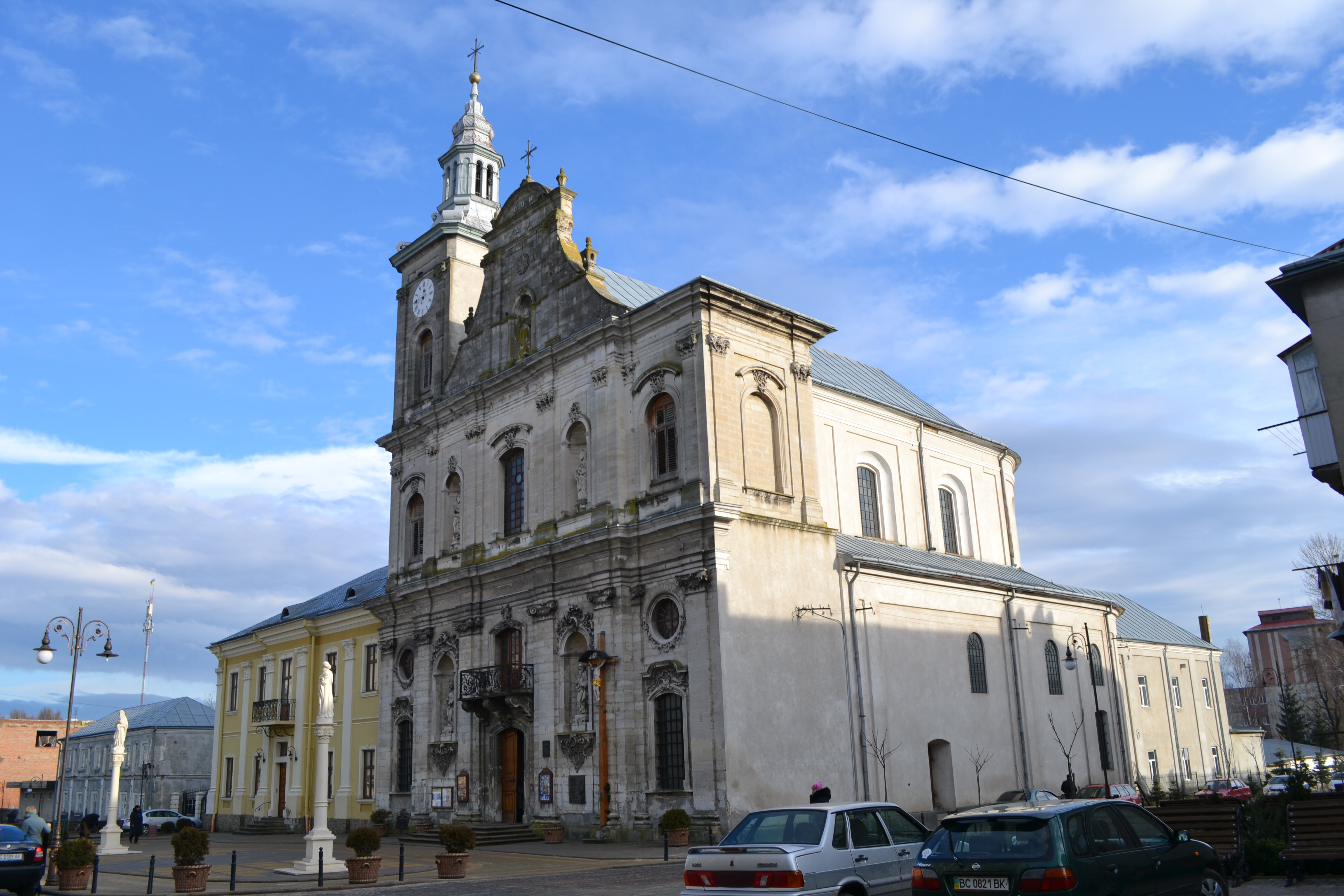
Костел Успіння Пресвятої Діви Марії
Церква монастиря Воздвиження Чесного і Животворящого Хреста, Будинок Убогих
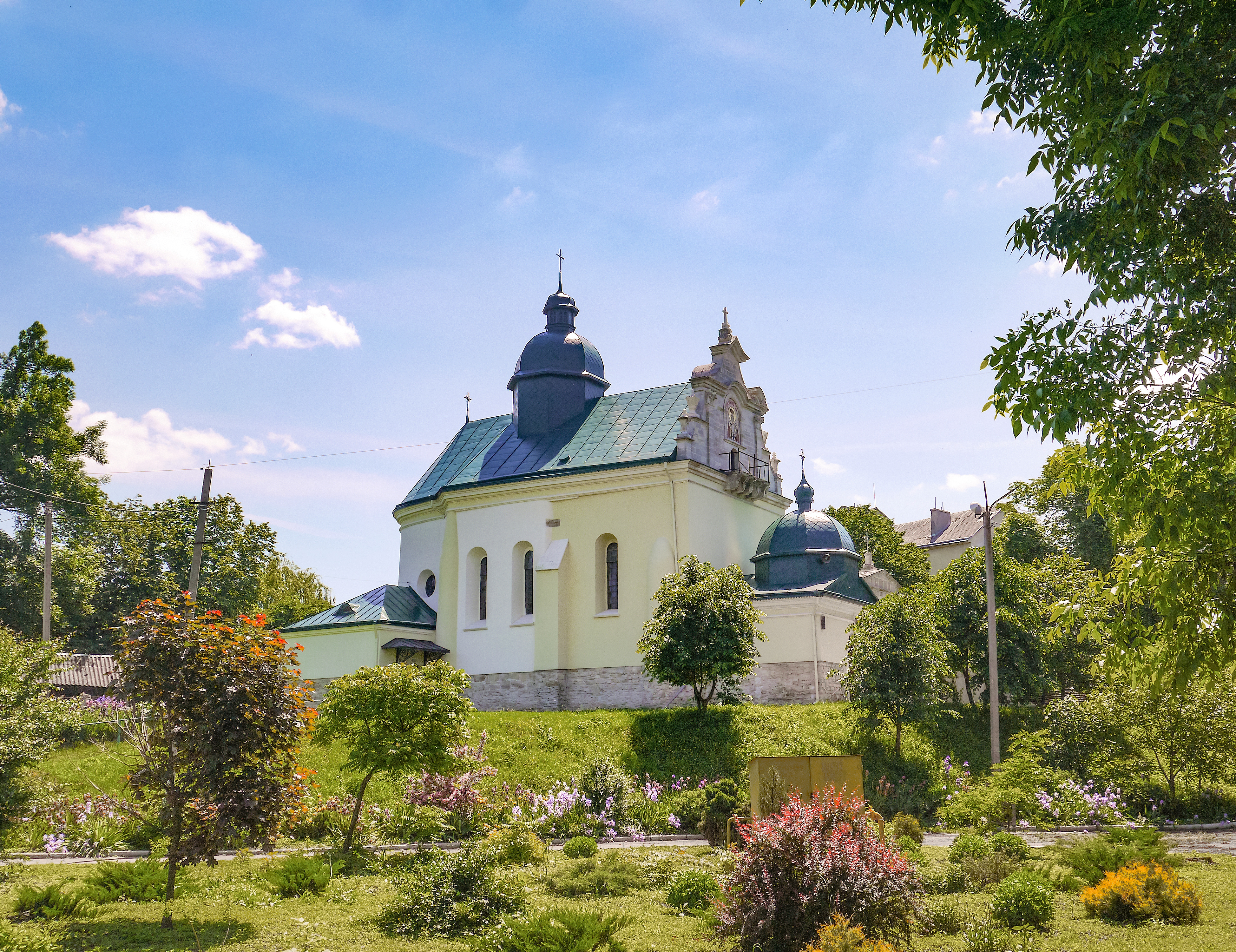
Церква святого Миколая
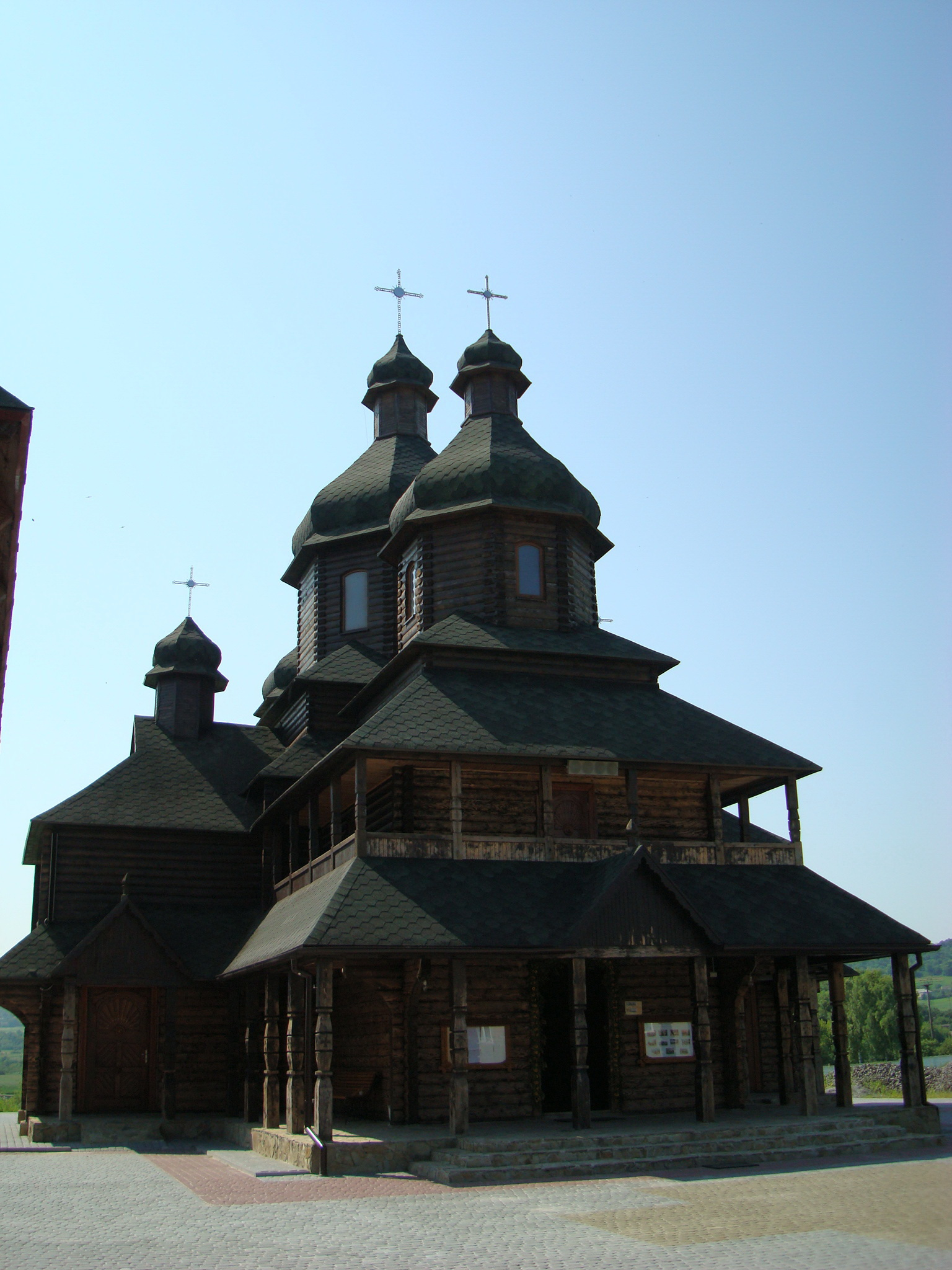
Церква Блаженного Миколая Чарнецького
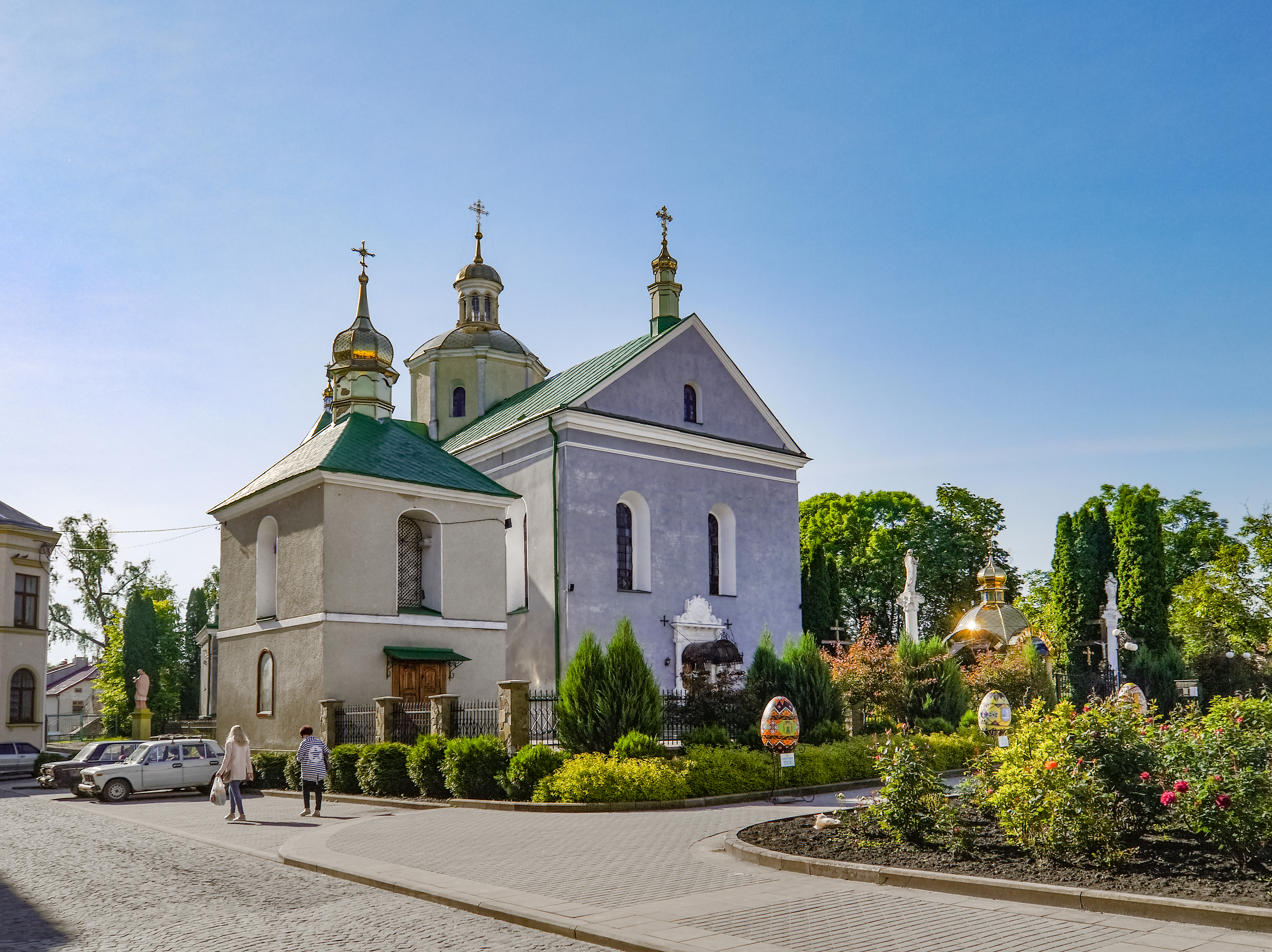
Церква Воскресіння Господнього (ПЦУ)
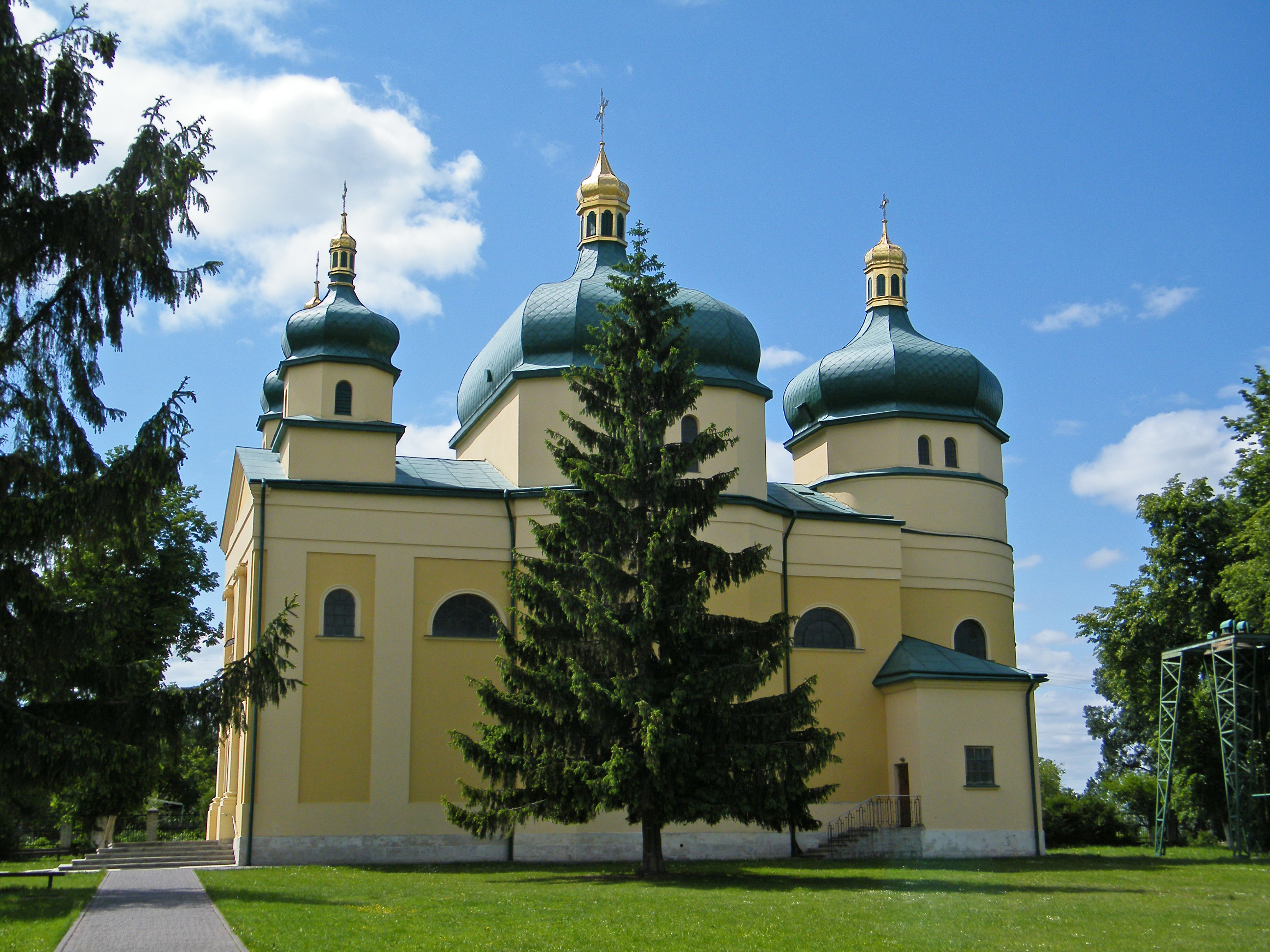
Церква Василіянського монастиря

### Золочівський замок

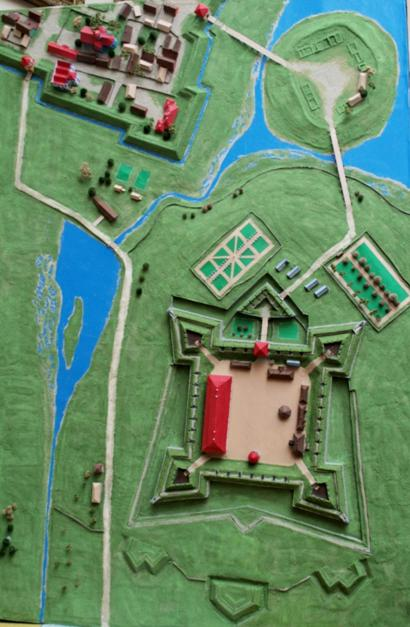
Замок, кемпа і прилеглий наріжник фортифікацій міста Золочів (реконструкція Качора І. В.)

Золочів є одним з небагатьох міст, яке може похвалитись стародавнім замком. Могутній оборонний замок з Китайським і Великим палацами є унікальною пам'яткою архітектури першої половини XVII століття.
За останнє десятиліття візитною карткою Золочева став замок. Збудований на початку XVII століття за проєктом невідомого італійського архітектора та останнім словом тогочасної науки, замок є зразком поєднання оборонного та житлового призначення. Дослідження останніх років відкрили багато цікавих сторінок забутої історії замку, Золочева. Потужна, ідеально правильна фортеця, яку просто обминали орди, оскільки навіть добре вишколеному війську важко було її захопити, збереглася майже повністю (за винятком озброєння). Кам'яні вали, бастіони добре захищають на диво затишний двір. Великий житловий палац Золочівського замку зберіг внутрішні комунікації — каналізацію (6 внутрішніх туалетів початку XVII століття), залишки мережі теплопостачання — печі, каміни. Цікавим є внутрішнє планування житлових, парадних покоїв з господарськими кімнатами. Під усією зайнятою житловим палацом площею (майже 1000 м²) розташовані льохи-підземелля. Особливою окрасою Золочівського замку є Китайський палац — єдиний в Україні й один з трьох у Європі зразків «східної» архітектури. У ньому поєднано впливи східної культури та місцеві традиції. Китайський палац є музеєм східних культур у складі Львівської галереї мистецтв; є східний парк, де відбуватимуться чайні церемонії.
З екзотичних атракцій замку у Золочеві варто відзначити ритуал загадування бажання біля каменів з зашифрованими надписами XV століття. У затишку замкового парку привертає увагу сучасна капличка-пам'ятник жертвам НКВС, невинно закатованими у замку-в'язниці у червні 1941 року. (Золочівський замок з 1872 по 1954 роки був в'язницею). Авторами каплички-пам'ятника є відомі львівські митці: скульптор — Теодозія Бриж, художники — Євген та Ярема Безніски, архітектор — Василь Каменщик.

### Некрополь
Має Золочів некрополь — старий міський цвинтар, де, зокрема, можна знайти поховання кінця XVIII — початку XIX століть. Тут по-особливому відчувається правда буття — поруч знаходяться могили непримиренних за життя: комплекс поховань Січових стрільців (22 могили), мавзолей польських військовиків — учасників бойових дій 1918—1920 років, поховання радянських воїнів, 78 могил німецьких військовополонених. Є поховання вояків УПА, пам'ятник на могилі понад 600 чоловік, замучених НКВС у червні 1941 року у замку-в'язниці. У лабіринтах старих поховань можна зустріти замріяного і сумного ангелів, статую скорботної Божої Матері, роботи італійських майстрів ХІХ століття, так званий «народний примітив» — роботи місцевих майстрів; за іменами, датами життя можна читати історію Золочева й околиць кінця XIX — початку XX століття.

### Міська забудова
Міська забудова має характерні риси архітектури перелому ХІХ—ХХ століть в стилях історизму, а згодом — сецесії. Вцілілі кам'яниці та вілли є на вулицях Шашкевича, Б. Возняцького, Феньвеші, Січових Стрільців, Тудора. У передмісті Шляхи фірмою Івана Левинського споруджено шпиталь (вул. Євгена Коновальця). В місті працювали теж місцеві архітектори Роберт Ґебель та Владислав Рауш.

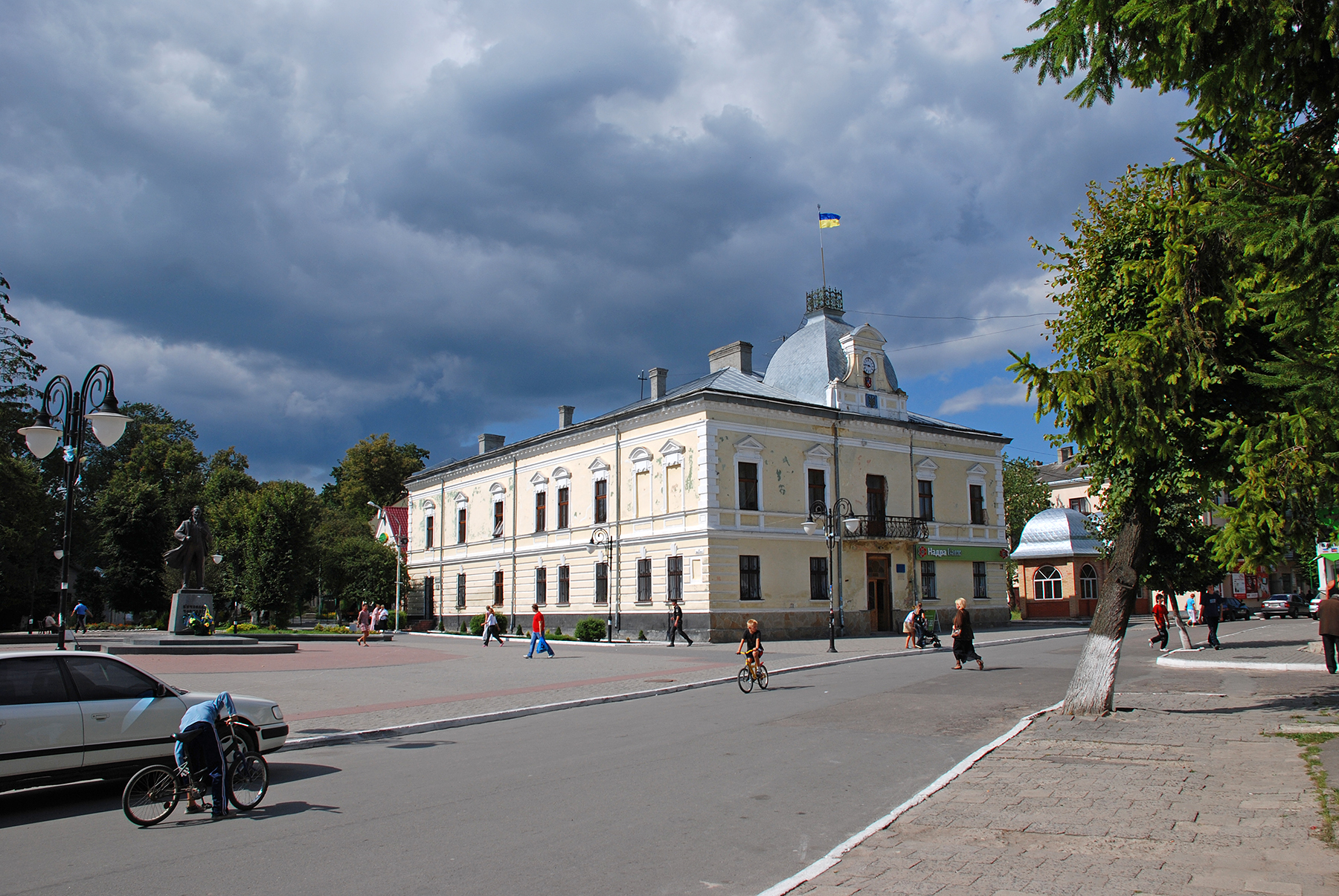
Будівля магістрату
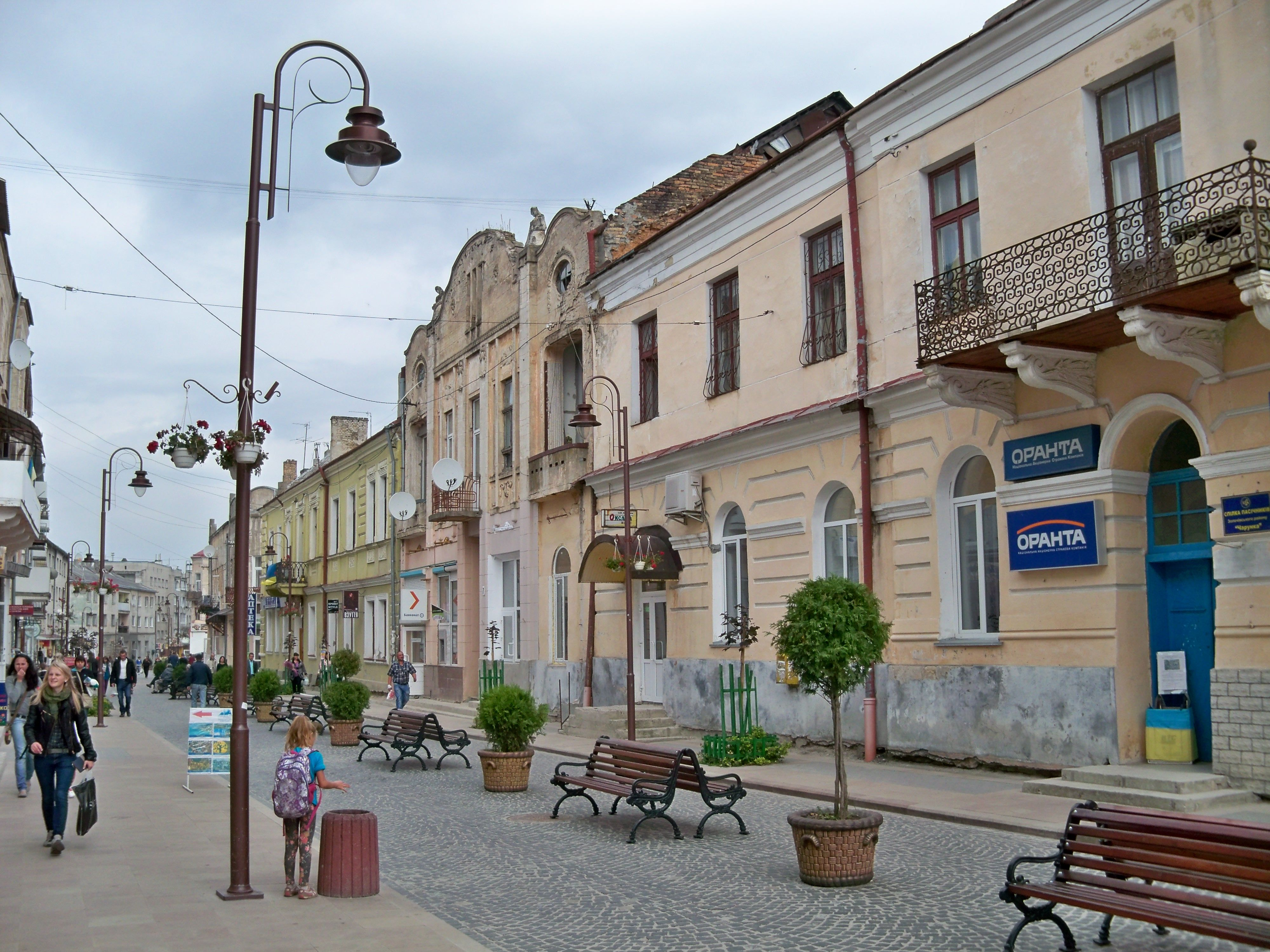
Будинок на вул. Шашкевича, 7
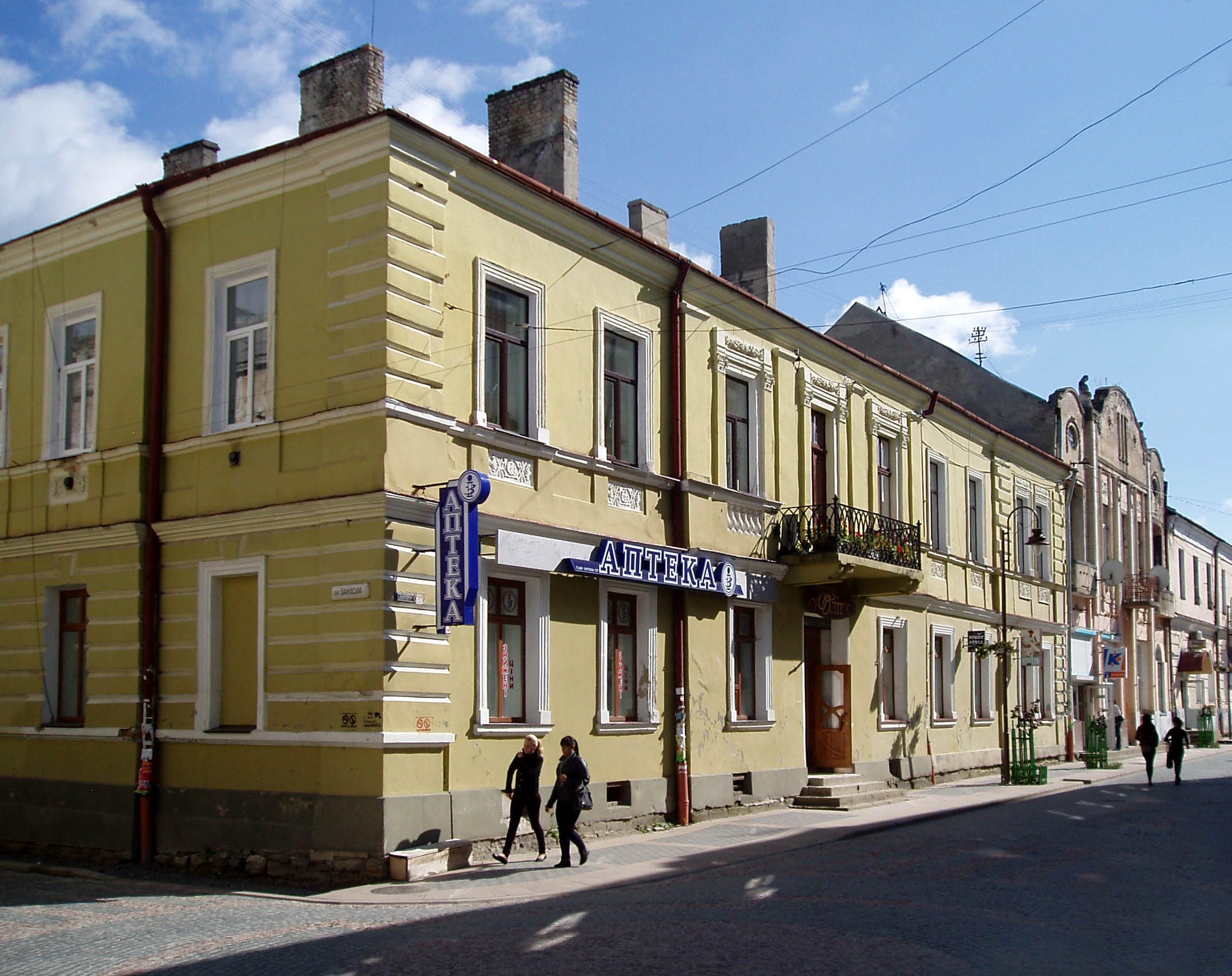
Будинок на вул. Шашкевича, 5
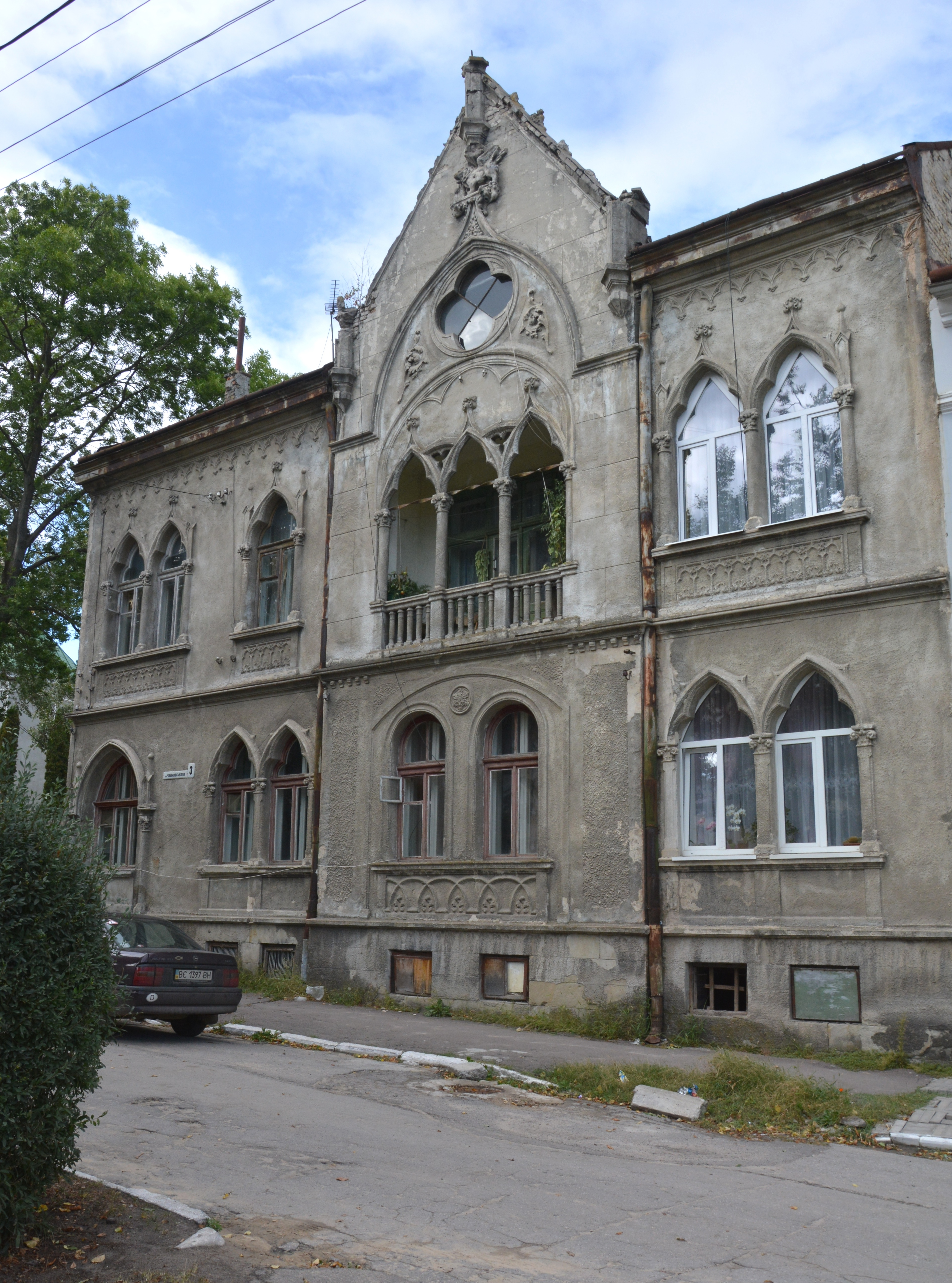
Будинок на вул. Героїв Небесної Сотні, 3

### Пам'ятники та меморіальні дошки

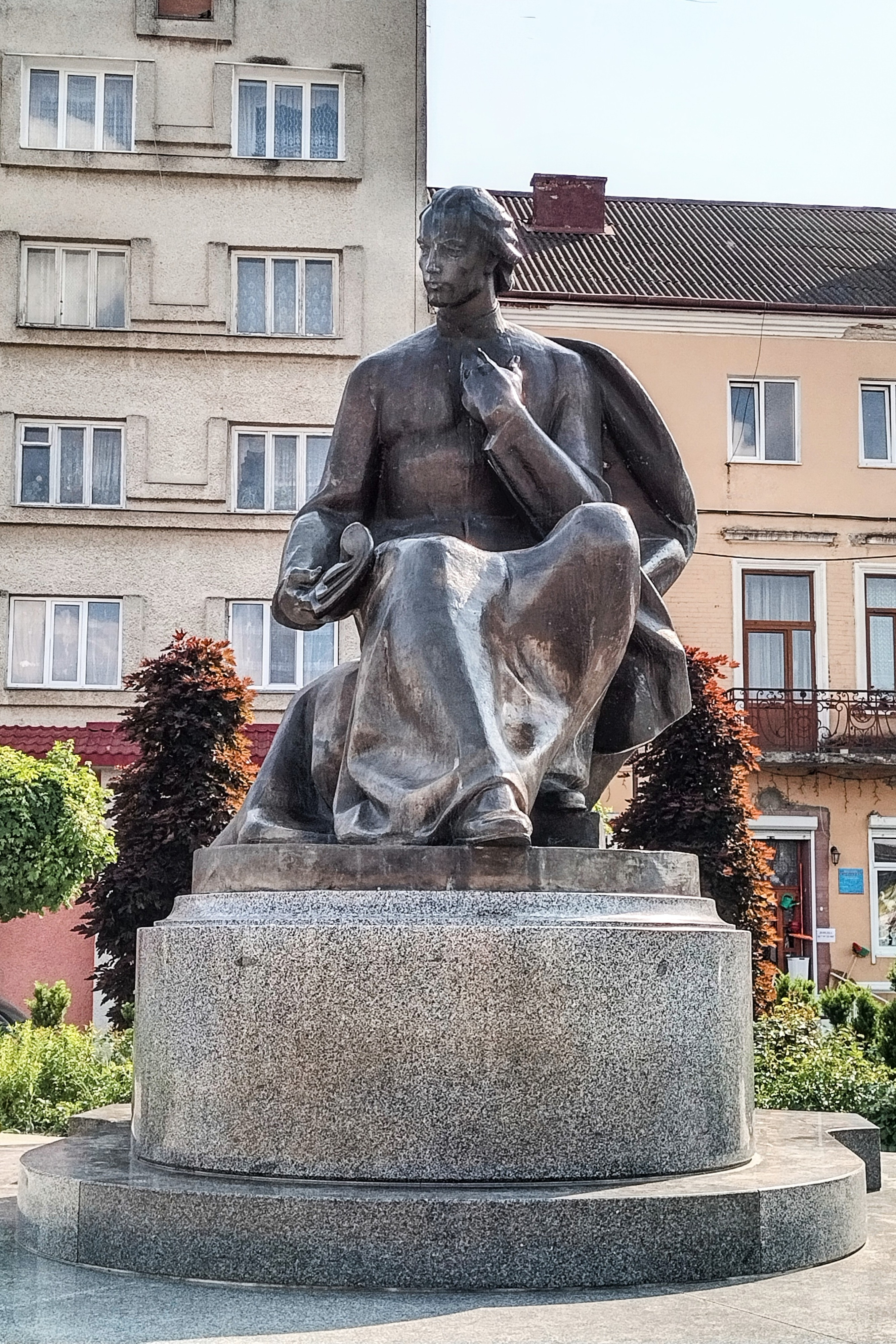
Пам'ятник Маркіянові Шашкевичу.
- Пам'ятник Тарасові Шевченку.
- Пам'ятник В'ячеславові Чорноволу.
- Меморіал Василю Вишиваному, відкритий 14 листопада 2020 року на вулиці Січових Стрільців, при вході у Навчальний Центр Національної Гвардії України, який розташований на теренах колишніх австрійських казарм. Меморіал присвячено до 125-ї річниці з дня народження Вільгельма Габсбурґа — Василя Вишиваного (1895—1948) та 105-й річниці прибуття Ерцгерцоґа Австрійського на військову службу у місто Золочів в 13-й полк уланів. 18 серпня 2021 року відбулась урочиста передача та відкриття погруддя Василя Вишиваного на території цього ж навчального центру з нагоди присвоєння підрозділу НГУ імені Василя Вишиваного та роковини загибелі Ерцгерцоґа[38].   - Пам'ятник Маркіяну Шашкевичу

## Парки
- Зелений Яр (вул. Романа Шухевича). Різьбяр з міста Дубно Микола Бондарчук вже не однією дерев'яною скульптурою прикрасив парк біля церкви святого Миколая. Однією з останніх є скульптура гетьмана Богдана Хмельницького[39].
- Парк імені Гетьмана України Самуїла Зборовського (вул. Валова).
- Парк імені Тараса Шевченка (вул. Степана Бандери).
- Сквер імені Івана Франка (вул. Маркіяна Шашкевича).

## Спорт
Футбол:
Першою футбольною командою була польська «Яніна», що існувала в місті у міжвоєнний період. У наш час місто відоме футбольною командою «Сокіл».

## Відомі особи
Уродженці міста:
- Орест Барчинський (1923—2000) — український письменник, гуморист.
- Баран-Бачинська Блянка (1896—1971) — українська громадська діячка, журналістка, організаторка галицького українського жіноцтва.
- Тадеуш Бжезінський (1896—1990) — польський дипломат, консул у Харкові (01.11.1936 — 16.12.1937), батько американського політолога Збігнева Бжезінського.
- Отець Михайло Блозовський, «Сноб'як», «Священик» (1902—1949) — греко-католицький священик, капелан, діяч «Фронту Національної Єдності» і член його керівної колегії, повстанець.
- Бойцун Роман — діяч ОУН, командир сотні легіону «Нахтіґаль», командир чоти 201-го батальйону шуцманшафт, командир сотні дивізії «Галичина», ветеранський і громадський діяч в діаспорі.
- Євген Варвара — командир районної боївки СБ Золочівщини (весна 1945—1948); відзначений Бронзовим хрестом бойової заслуги (10.05.1948). Загинув в оточеній господарці у бою з облавниками. Будучи тяжко пораненим, застрелився аби не потрапити живим у руки ворога. Тіло загиблого облавники забрали до Золочева, де поховали таємно.[41].
- Костянтин Волков (нар. 1947) — український вчений-біолог, педагог.
- Отець Володимир Герасимович (1870—1940) — священик УГКЦ, письменник, етнограф, культурно-освітній діяч, перекладач.
- Роалд Гоффман (нар. 1937) — американський хімік (органічна та квантова хімія) польсько-єврейського походження. Лауреат Нобелівської премії (1981) — «за розробку теорії протікання хімічних реакцій», яка значно розширює можливості для планування хімічних експериментів.
- Богдан Гошовський (1907—1986) — український письменник, редактор.
- Зборовський Самійло (1540—1584) — гетьман Війська Запорожського Низового.
- Мар'ян Іванців (1906—1971) — український художник і графік. У цьому ж місті він виховувався, навчався та мешкав до 1926 року.
- Єпископ Софрон Мудрий (1923—2014) — єпископ Івано-Франківський Української греко-католицької церкви (1997—2005), василіянин.
- Нафталі Герц Імбер (1856—1909) — автор державного гімну «Гатіква» («Надія») Ізраїля.
- Леопольд Крец (1907—1990) — французький художник, скульптор, педагог.
- Ірина Подоляк — український політик, народний депутат України VIII скликання, член парламентської фракції «Об'єднання „Самопоміч“», начальник управління культури Львівської міської ради.
- Стефанія Савчук (1899—1988, Торонто, Канада) — громадська діячка й педагог української діаспори Канади, голова СФУЖО. Співзасновниця Організаціїції Українок Канади імені Ольги Басараб, довголітній член її управи[42].
- Скобельський Петро — поручник 14-ї гренадерської дивізії військ СС «Галичина», лікар УПА.
- Єпископ Вацлав Сьвєжавський (1927—2017) — польський церковний діяч, професор, єпископ Сандомирської дієцезії РКЦ.
- Богдан Тичинський (1915—1941) — Коломийський окружний провідник ОУН (1939—1940).
- Антін Цурковський (1882—1955) — український письменник, перекладач, публіцист, редактор.
- Ілля Шор (1904—1961) — американський художник єврейського походження, живописець, ювелір, гравер, скульптор і книжковий ілюстратор, — став одним із засновників і видатних представників «єврейського стилю» в мистецтві США.
- Клара Юнг (1876/1877 або 1878) — 1952) — єврейська артистка естради, оперети, театру.
- Васи́ль Васи́льович Коропе́цький (нар. 1986) — український футболіст, нападник ковалівського «Колоса».
- Іри́на Володи́мирівна Шва́йдак (нар.  1989) — українська музикантка, співачка та авторка пісень гурту «Один в каное».
- Чемеринський Орест — член Проводу Українських Націоналістів (м), референт пропаганди, керівник Націоналістичної Пресової Служби в Берліні (1935—1940); учасник Похідних Груп ОУН(м) (1941), співредактор «Українського Слова» у Києві (1941).
- Костевко Ігор Іванович (1963—2022) — капітан Збройних сил України, учасник російсько-української війни[43].
- Юлія Сенюк (нар. 1995)  — українська порноакторка та вебкам-модель.

Перебували:
- Маркіян Шашкевич — український (руський) поет, громадський діяч, священик, просвітитель. Разом зі своїми однодумцями Іваном Вагилевичем, Яковом Головацьким організував просвітницький гурток «Руська Трійця», був натхненником видання першої книжки українською мовою, уклав першу українську читанку на західноукраїнських землях. Як священик, впровадив у літургію українську мову. Його діяльність як будителя народу, поета, просвітителя, священика набула якнайширшого визнання у Галичині. У 1986 році на місці колишньої садиби отця Романа Авдиковського (діда Маркіяна Шашкевича) відкрито музей-садибу Маркіяна Шашкевича. У 1993 році на центральній площі Золочева відкрито пам'ятник Маркіяну Шашкевичу (автор — скульптор Дмитро Крвавич).
- Григорій Левицький — священик, декан Золочівського деканату, політичний та громадський діяч Галичини середини XIX століття, посол до Австрійського парламенту 1848 року.
- з 1878 по 1886 роки мешкав і навчався Володимир Левицький — український математик, доктор філософії, професор Львівського університету, дійсний член НТШ. У Золочеві по-сусідству з Левицькими мешкали отець Єзерський, радник Рожанківський із дружиною Шухевичівною — відомі українські патріоти. Вони вдома розмовляли українською мовою, мали українські часописи та книжки. Спілкування з цими людьми, також часті відвідини українського театру у Золочеві, за словами Володимира Левицького, «розвивали в мені і моїх братів несвідому ще українську ідею».
- Василь Пачовський — доктор філософії, поет, історик, кінорежисер, засновник поетичного об'єднання «Молода муза». Народився 12 січня 1878 року на Золочівщині, у селі Жуличі. Освіту здобував у Золочівській гімназії, Львівському університеті, а після виключення з нього за активну громадську позицію продовжив навчання у Відні. Працював у Львові, Кам'янці-Подільському, на Закарпатті, в Перемишлі, де викладав у гімназіях. У січні 1940 року став викладачем української мови у Львівському університеті. З липня 1941 року очолював Спілку письменників у Львові. Помер 5 квітня 1942 року, похований у Львові на Личаківському цвинтарі.
- 1903 (18 грудня) народився в селі Славна (нині — Тернопільський район, Тернопільської області) Роман Завадович (1903—1985) — український письменник, журналіст, редактор, культурно-освітній діяч. Дитинство минуло у селах Плісняни, Присівці (нині — Тернопільського району) та Ремезівці (нині — Золочівського району Львівської області). Закінчив початкову школу в Присівцях. Навчався у гімназіях Золочева і Тернополя.
- Віктор Цебровський (1878—1940) — український правник, суддя, громадський діяч, репресований[44].
- Доктор Лонгин Рожанковський — москвофіл, відкрив 1890 року власну адвокатську канцелярію. Посол до Галицького сейму від Золочева[45].
- Теодор Кукуруза (1956—2022) — український поет, композитор та виконавець пісень.

## Навчальні заклади
За часів Австро-Угорщини в місті діяла гімназія, у якій навчались відомі українці.
У місті діє чотири середні загальноосвітні школи, економічний та професійний ліцеї, дитяча юнацько-спортивна школа, музична школа, дошкільні навчальні заклади № 1, 2, 3, 4, 6, 7.
Дошкільні навчальні заклади:
- дошкільний навчальний заклад № 2 «Вишенька» (бульвар Григорія Сковороди, 2), 1954 року заснування, потужністю 5 груп / 100 дітей;
- дошкільний навчальний заклад № 3 «Сонечко» (вул. Львівська, 9А/2), 1970 року заснування, потужністю 4 груп/ 85 дітей;
- дошкільний навчальний заклад № 4 «Малятко» (вул. Івана Мазепи, 6), 1972 року заснування, потужністю 6 груп/ 115 дітей;
- дошкільний навчальний заклад № 6 «Вербиченька» (вул. Богдана Хмельницького, 3), 1977 року заснування, потужністю 11 груп/ 205 дітей;
- дошкільний навчальний заклад № 7 «Веселка» (вул. Івана Огієнка, 9), 1988 року заснування, потужністю 13 груп/ 240 дітей

Навчально-виховні комплекси:
- Золочівський НВК «Школа радості» — «ДНЗ»: загальна кількість — 11 класів, групи довкілля. Загальна кількість педагогічного колективу — 32, допоміжний персонал — 17, загальна кількість дітей — 338, дошкільнят — 70, школярів — 268.

Школи:
- Золочівська загальноосвітня школа I—III ступенів № 1 імені Степана Тудора.
- Золочівська загальноосвітня школа І—ІІІ ступенів № 2 імені Маркіяна Шашкевича.
- Золочівська загальноосвітня школа I—III ступенів № 3.
- Золочівська загальноосвітня школа I—III ступенів № 4.
- Золочівський економічний ліцей.

Коледжі, ліцеї та інші заклади освіти:
- Золочівський коледж Національного університету Львівська політехніка.
- Золочівський професійний ліцей.
- Станція юних техніків.
- Дитячий будинок сімейного типу.
- Музична школа.
- Центр дитячої та юнацької творчості.

Заклади культури:
- Золочівський районний народний дім

Заклади спорту і молоді:
- Стадіон «Сокіл», міський стадіон (радіозаводу), універсальні спортивні майданчики для занять комбінованими видами спорту (5 майданчиків), дитячі ігрові майданчики (22 шт.), майданчики з площинними тренажерами (2 шт.), Міський центр розвитку фізичної культури «Спорт для всіх», тощо.

## Підприємства
У місті діє 20 промислових підприємств, з них 5 харчової промисловості, 4 електронної (Золочівський радіозавод), легкої тощо. Крім цього, функціонує 300 господарств з недержавною формою власності.